# Сборная Ирландии по хёрлингу
Сборная Ирландии по хёрлингу (англ. Ireland national hurling team) — национальная сборная, представляющая остров Ирландия (то есть Республику Ирландия и Северную Ирландию) на соревнованиях по хёрлингу и шинти-хёрлингу. Командда составлена исключительно из тех, кто занимается хёрлингом.

## Деятельность
Костяк команды составляют как профессиональные (по уровню мастерства) игроки, участвующие во Всеирландском чемпионате по хёрлингу, так и малоизвестные игроки, выступающие за небольшие команды графств и участвующие в Кубке Кристи Ринга и Кубке Никки Ракарда.
В связи с любительским статусом хёрлинга и его положением в мире единственным противником сборной Ирландии считается сборная Шотландии по шинти, против которой ирландцы проводят матчи по комплексному виду спорта — шинти-хёрлингу — в рамках Международной серии. Из 33 розыгрышей серии Ирландия выиграла 16 раз, а Шотландия — 14 раз, трижды зафиксированы ничейные результаты. Действующими тренерами команды являются Джеффри Лински и Грегори О’Кейн, сменившие на посту тренера Майкла Уолша в конце 2014 года. Капитан — Мэттью Уэлан, сменивший Томми Уолша. В отдельных соревнованиях участвуют женская сборная и сборная до 21 года.